# Uljanički Brijeg
Uljanički Brijeg is een plaats in de gemeente Garešnica in de Kroatische provincie Bjelovar-Bilogora. De plaats telt 33 inwoners (2001).